# Partit Nazzjonalista
Partit Nazzjonalista er et kristen-demokratisk og konservativt politisk parti på Malta. Partiet er det ene af de to partier som er repræsenteret i Maltas parlament. Partiet blev grundlagt af Fortunato Mizzi i 1880 under navnet anti-reformsk parti, som et oppositionsparti imod beskatning fra den britiske kolonimagts myndigheder og britisk indflydelse i uddannelsessystemet og retssystemerne. Partiet har 3 ud af Maltas 6 pladser i Europa-parlamentet, hvor partiets er medlem af Gruppen for Det Europæiske Folkeparti.

## Om partiet
Tilslutning til Nazzjonalista fra italienske flygtninge på Malta fra Risorgimento gav partiet en liberal konstitutionelt karakter i partiets tidlige dage og en pro-italienske holdning, der varede indtil Anden Verdenskrig.
I 1990 da partiet havde regeringsmagten ansøgte den om optagelse i EU. En bred program-system for liberalisering og offentlige investeringer betød en tilbagevenden ved næste valg med et større flertal i 1992, imidlertid blev partiet besejret i valget 1996. Men perioden som opposition varede kun 22 måneder, da den daværende regering mistede sit ene-sæde flertal. Partiet vandt valget i 1998, en bedrift der blev gentaget i 2003, efter konklusionerne fra tiltrædelsesforhandlingerne med Den Europæiske Union i 2002, kunne Malta tiltræde Den Europæiske Union i 2004. Partiet havde en snæver sejre i valget 2008. Partiet tabte valget 2013 og er nu i opposition igen.
Siden uafhængigheden i 1964 har Nazzjonalista vundet absolut flertal i fem ud af ti demokratiske valg; i 1981 (på trods af, de ikke opnåede et parlamentarisk flertal), 1987, 1992, 1998 og 2003, i 1966 og 2008 vandt partiet et mindre flertal.